# Поперекові хребці
Попере́кові хребці́ (лат. vertebrae lumbales) — п'ять нижніх  у людини з 20-го по 24-й, рахуючи зверху. Поперековий відділ хребта з'єднується нижче з крижами (нижній поперековий хребець L5 з'єднується з верхнім крижовим хребцем S1), вище — з грудним відділом хребта (L1 з'єднується з нижнім грудним хребцем Th12).

## Особливості анатомії

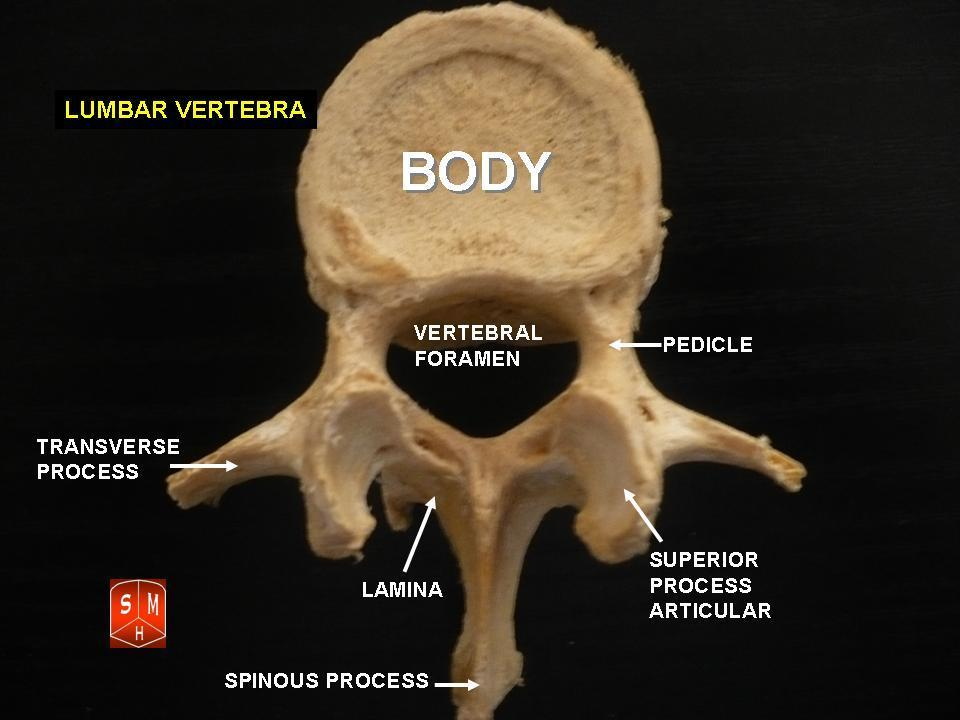
Поперековий хребець

Тіло поперекового хребця більше в ширину, ніж у довжину. Ширина більше висоти.
Від тіла хребця назад йде дуга, яка замикає хребетний отвір і переходить далі до остистого відростка. У площині дуги в обидві сторони розташовані поперечні відростки, які є рудиментами ребер. Біля основи поперечних відростків поперекових хребців видно рудимент справжніх поперечних відростків (processus accessorius), який при великій довжині (4 мм) набуває форму шила — шилоподібний відросток (processus styloideus). Автори М. Г. Привєс, М. К. Лисенков, В. І. Бушкович зауважують, що його не слід приймати, як патологічне утворення. На верхній і нижній гранях дуги розташовані парні верхні і нижні суглобові відростки. У чотирьох верхніх поперекових хребцях остисті відростки спрямовані прямо назад, суглобові розташовані сагітально. Хребетні отвори, починаючи з другого поперекового хребця, поступово звужуються, що пов'язано з анатомією спинного мозку.
Тіло п'ятого поперекового хребця в напрямку до остистого відростка має клиноподібну форму, при цьому воно нахилене вперед, бо крижова кістка спрямована назад, формуючи кіфоз. Суглобові відростки розміщені в напівфронтальній, напівсагітальній площинах.

## Функції
Поперекові хребці утворюють поперековий лордоз. Поперековий лордоз формується під час освоєння дитиною положення стоячи та ходьби. На поперековий відділ хребта випадає найвираженіша амортизуюча функція. Ближче до старості ця функція послаблюється.
Поперекові хребці найбільші в усьому хребті, зі збільшенням від першого поперекового до п'ятого, що пояснюється максимальним навантаженням на нижній відділ хребта. Хребці грудного відділу і крижів малорухомі, що вимагає від хребців поперекового відділу підвищеної рухомості. П'ять поперекових хребців людини і крижі утворюють п'ять хребетно-рухових сегментів, що забезпечує принципову можливість поворотів корпусу в сторони, рухів корпусу в сагітальній і фронтальній площинах, а також комбіновані повороти і нахили. Наявність сильних м'язів попереку допомагає здійснювати рухи навіть з додатковим навантаженням.

## Патологія

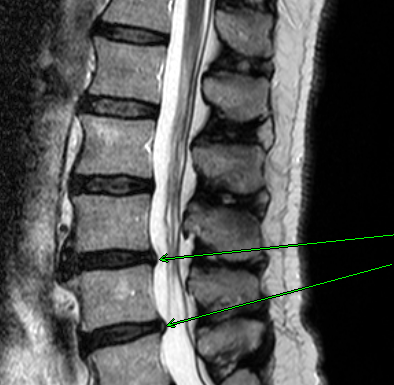
Протрузії міжхребцевих дисків L2-L3 і L3-L4 в дорсальному напрямку (МРТ зображення)

Механічний зсув одного з поперекових хребців, переохолодження, локальна інфекція, пухлини, деградація тканин, можуть привести до запального процесу в хребетно-руховому сегменті, з наступними мучительними болями, вимушених положень тіла. Дуже поширеною причиною патології в поперековому відділі хребта є неправильний розподіл навантаження на поперековий відділ хребта, коли додаткова вага (а іноді і власна вага) підіймається з лише одним важелем в поперековому відділі хребта. Частим захворюванням в поперековому відділі хребта є грижі міжхребцевих дисків — випинання пульпозного ядра диска за межі його фіброзного кільця. У 48 % випадків міжхребетні грижі локалізуються на рівні L5-S1 попереково-крижового відділу, в 46 % випадків — на рівні L4-L5, і лише в останніх 6 % випадків — між іншими хребцями поперекового, шийного або грудного відділів хребта.

## Зображення

Поперекові хребці в скелеті людини, анімація.
Форма поперекових хребців, анімація.
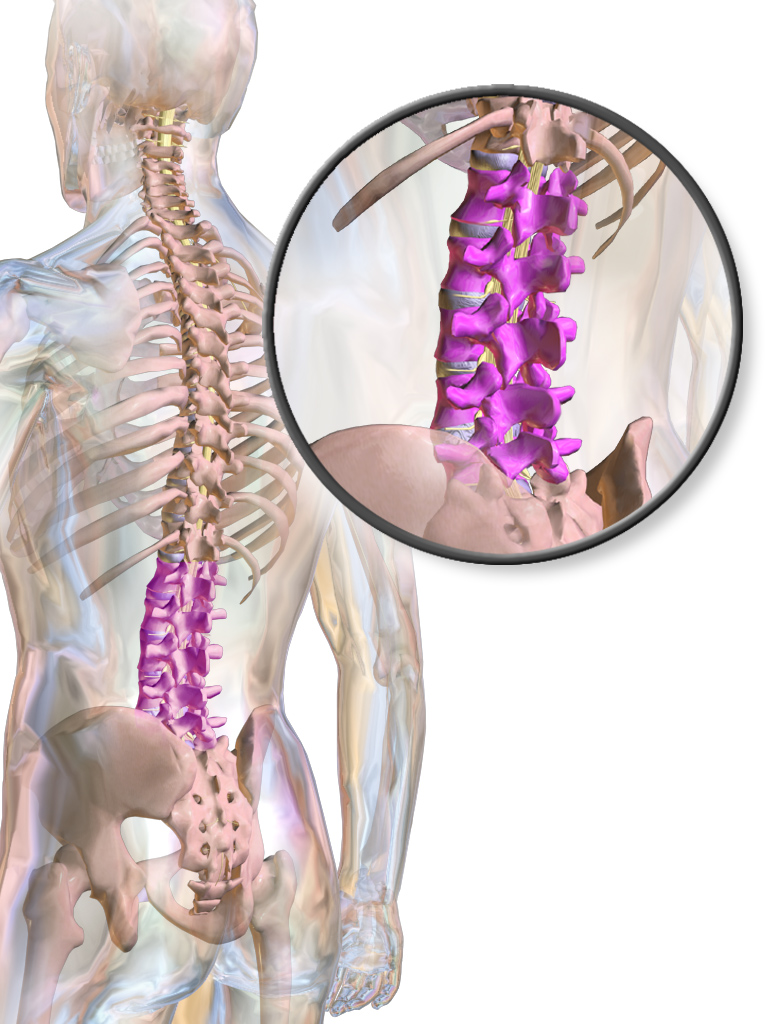
Поперековий відділ хребта в тілі людини.
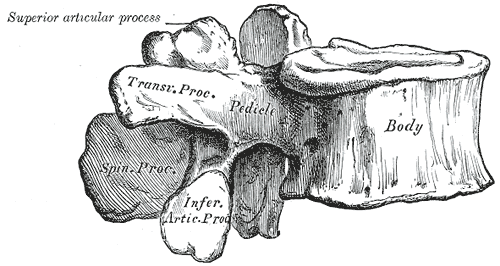
Поперековий хребець, вигляд збоку
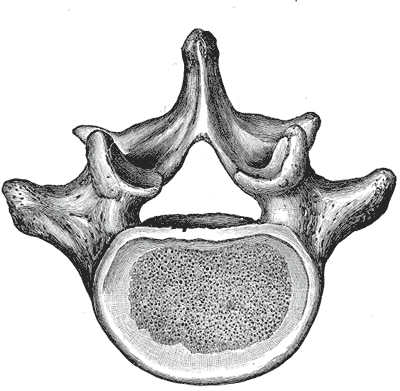
Хребець L5, вигляд зверху